# Pilibhit (huyện)
Huyện Pilibhit là một huyện thuộc bang Uttar Pradesh, Ấn Độ. Thủ phủ huyện Pilibhit đóng ở Pilibhit. Huyện Pilibhit có diện tích 3499 ki lô mét vuông. Đến thời điểm năm 2001, huyện Pilibhit có dân số 1643788 người.